# William L. Snyder
William Lawrence Snyder (* 14. Februar 1918 in Baltimore, Maryland; † 3. Juni 1998 in Livingston, New York) war ein US-amerikanischer Filmproduzent.

## Leben
Snyder gründete 1949 die Produktionsfirma Rembrandtfilms, die sich dem Import von Filmen aus Europa verschrieben hatte. Zu den Filmen, die Rembrandt so einem US-amerikanischen Publikum näher brachte, zählen der tschechoslowakische Puppentrickfilm Der Kaiser und die Nachtigall von Jiří Trnka und Miloš Makovec aus dem Jahr 1951, sowie die französischen Filme Der weiße Hengst und Der rote Ballon. Snyder ließ sich zusammen mit Gene Deitch 1959 in Prag nieder, wo er mit Rembrandtfilms eine Reihe von Trickfilmen produzierte. Es entstanden unter anderem die Trickfilmserie Popeye the Sailor (1960–1961, für King Features), ab 1961 eine neue Trickserie um das populäre Duo Tom und Jerry (für MGM/UA), 1963 die Fernsehserie Krazy Kat (für King Features/Paramount) sowie ab 1965 die Nudnik-Reihe um die Trickfigur Yaramaz Nudnik. Vier Kurzanimationsfilme von Deitch (Regie) und Snyder (Produktion) erhielten Oscarnominierungen, von denen Munro 1961 den Oscar als bester animierter Kurzfilm gewann.
Im Jahr 1995 übergab Snyder Rembrandt Films an seinen Sohn Adam. Er verstarb drei Jahre später an den Folgen von Alzheimer.

## Filmografie
| - 1960: Stastný lev - 1960: Sunshine - 1960: Anatole - 1960–1961: Popeye the Sailor (TV-Serie) - 1961: Switchin' Kitten - 1961: Munro - 1961: Down and Outing - 1961: It’s Greek to Me-ow! - 1962: Landing Stripling - 1962: Sorry Safari - 1962: Dicky Moe - 1962: High Steaks - 1962: How to Win on the Thruway - 1962: Tall in the Trap - 1962: Calypso Cat - 1962: Self Defense… for Cowards - 1962: The Tom and Jerry Cartoon Kit - 1962: Mouse Into Space - 1962: Samson Scrap and Delilah - 1962: Buddies… Thicker Than Water - 1962: Carmen Get It! - 1963: How to Live with a Neurotic Dog | - 1963: The Frozen Logger - 1963: Krazy Kat (TV-Serie) - 1964: How to Avoid Friendship - 1965: Nudnik #2 - 1965: Drive On, Nudnik - 1965: Home Sweet Nudnik - 1966: The Hobbit - 1966: I Remember Nudnik - 1966: Terr’ble Tessie - 1966: Alice of Wonderland in Paris - 1966: Welcome Nudnik - 1966: Nudnik on the Roof - 1966: From Nudnik with Love - 1966: Who Needs Nudnik?? - 1966: Nudnik on the Beach - 1966: Good Neighbor Nudnik - 1967: Big Sam & Punky - 1967: Nudnik on a Shoestring - 1967: Nudnik’s Nudnickel - 1969: Drummer Hoff - 1969: The Happy Owls - 1991: The Nudnik Show (TV) |

## Auszeichnungen
- 1961: Oscar, Kategorie „Bester animierter Kurzfilm“, für Munro
- 1963: Oscarnominierung, Kategorie „Bester animierter Kurzfilm“, für Self Defense… for Cowards
- 1965: Oscarnominierung, Kategorie „Bester animierter Kurzfilm“, für How to Avoid Friendship
- 1965: Oscarnominierung, Kategorie „Bester animierter Kurzfilm“, für Nudnik #2